# إسحاق آدامز (سياسي)
إسحاق آدامز (بالإنجليزية: Isaac Adams)‏ هو سياسي أمريكي، ولد في 19 أبريل 1825، وتوفي في 28 سبتمبر 1879. حزبياً، نشط في الحزب الجمهوري. وقد انتخب عضو جمعية ولاية ويسكونسن.